# Manotes soyauxii
Manotes soyauxii är en tvåhjärtbladig växtart som beskrevs av Schellenb.. Manotes soyauxii ingår i släktet Manotes och familjen Connaraceae. Inga underarter finns listade i Catalogue of Life.